# RDSON
 RDSON ist eine unter Elektronikern „umgangssprachliche“ Bezeichnung für den Einschaltwiderstand oder auch einen minimalen Durchgangswiderstand eines Feldeffekttransistors. Die korrekte Schreibweise lautet RDS(on), wobei das R für den elektrischen Widerstand steht. Der Index DS steht für die Anschlussleitungen des Feldeffekttransistors, die als Drain (D) und Source (S) bezeichnet werden. Das ON (englisch für „an“) steht für den eingeschalteten Zustand des Feldeffekttransistors im Schaltbetrieb.

## Beschaffenheit und Verwendung
Im voll durchgeschalteten Zustand ist der Feldeffekttransistor niederohmig, es werden inzwischen Werte unter 1 mΩ erreicht. Vereinfacht gesagt kann aus dem RDS(on) auf die minimal erreichbaren Schaltverluste des Transistors geschlossen werden. Der RDS(on) wird daher auch in Datenblättern und Katalogen als Kenngröße explizit mit angegeben.
Für die Auslegung elektronischer Schaltungen wie Spannungswandler, Schaltnetzteile, Umrichter und Wechselrichter ist dies eine der wichtigen Kenngrößen, die den Wirkungsgrad der Schaltung, neben der gewählten Frequenz entscheidend mit bestimmt.